# The Blitz
The Blitz è il nome di una campagna di bombardamenti avvenuta nel Regno Unito ad opera dei tedeschi e perdurata per otto mesi fra il 1940 e il 1941. Il termine Blitz venne usato per la prima volta dalla stampa britannica, e sarebbe la contrazione della parola tedesca blitzkrieg ("guerra lampo").

## Storia
Prima che scoppiasse il blitz, l'esercito nazista aveva preso d'assalto industrie, paesi e città con una serie di attacchi di massa nel corso della battaglia d'Inghilterra del 1940, ove la Royal Air Force e la Luftwaffe si contesero la supremazia aerea del Regno Unito. Entro il mese di settembre del 1940, la Luftwaffe aveva ormai perso la battaglia d'Inghilterra, e alle flotte aeree tedesche (Luftflotten) fu quindi ordinato di attaccare Londra, al fine di coinvolgere i RAF Fighter Command in una battaglia di annientamento. Adolf Hitler e il Reichsmarschall Hermann Göring, comandante capo della Luftwaffe, cambiarono strategia il 6 settembre 1940. A partire dal giorno seguente, Londra fu sistematicamente bombardata dalla Luftwaffe per 57 giorni consecutivi. Il 15 settembre, ricordato come la Battle of Britain Day, fu quello in cui avvenne il più grande attacco aereo di tutta la battaglia.
La Luftwaffe diminuì gradualmente il numero di operazioni diurne a favore degli attacchi notturni per sfuggire agli attacchi della RAF, e il Blitz divenne una campagna di bombardamenti notturni dopo il mese di ottobre del 1940. La Luftwaffe attaccò Kingston upon Hull, Bristol, Cardiff, Portsmouth, Plymouth, Southampton, Swansea, Belfast, Glasgow, Birmingham, Coventry, ove avvenne uno degli eventi più tragici di tutto il conflitto mondiale, Manchester e Sheffield. Più di 40000 civili furono uccisi dai bombardamenti della Luftwaffe durante la guerra, quasi la metà dei quali nella sola capitale, ove più di un milione di case furono danneggiate o distrutte.
All'inizio del mese di luglio del 1940, l'Alto Comando tedesco iniziò a pianificare l'Operazione Barbarossa, che consisteva nell'invadere l'Unione Sovietica. I bombardamenti non riuscirono a demoralizzare gli inglesi fino alla resa o ad arrecare molti danni all'economia di guerra; otto mesi di bombardamenti non riuscirono mai realmente a indebolire la produzione bellica britannica, che continuò ad aumentare. La principale conseguenza delle operazioni militari tedesche fu quella di costringere gli inglesi a disperdere la produzione di aerei e pezzi di ricambio. Gli studi britannici in tempo di guerra riportarono che le città impiegavano generalmente dai 10 ai 15 giorni per riprendersi se colpite gravemente. Nel caso di Birmingham e altri centri urbani, erano necessari tre mesi per fuoriuscire dalla situazione di degrado.
L'offensiva aerea tedesca fallì perché l'Alto Comando della Luftwaffe (Oberkommando der Luftwaffe, abbreviato OKL) non sviluppò nessuna strategia metodica per distruggere l'industria bellica britannica. La scarsa conoscenza da parte dei tedeschi dell'industria britannica e l'efficienza economica spinsero l'OKL a focalizzarsi su una serie di tattiche piuttosto che su delle strategie. I tedeschi avevano bombardato troppi gruppi di industrie piuttosto che su pochi centri nevralgici in modo continuativo.